# Бодхидхарма
Бодхидха́рма (в Китае также известен под именем Путидамо (кит. 菩提达摩) или сокращённо Дамо (кит. 达摩); 440—528 или 536) — первый патриарх чань-буддизма, основатель учения чань (дзэн), 28-й патриарх буддизма. Родился и получил образование в Канчи, столице южноиндийского царства Паллава. (По одному из жизнеописаний Бодхидхармы он происходил из южноиндийских брахманов и практиковал буддизм в традиции махаяны, а в другом жизнеописании указывалось, что Бодхидхарма был «персидского происхождения из Центральной Азии».) Предание гласит, что около 475 г. н. э. буддийский монах Бодхидхарма прибыл морским путём в Китай, где, путешествуя, начал проповедовать своё учение. Затем он поселился в монастыре Шаолинь, незадолго до этого основанном на горе Суншань, где основал первую школу чань-буддизма. Дамо внёс большой вклад в развитие монастыря Шаолинь, передав монахам комплекс упражнений, позже названный цигун Дамо Ицзиньцзин, или цигун Бодхидхармы. Среди немногих его учеников упоминается Хуэйкэ, который стал вторым патриархом чань-буддизма.
Бодхидхарма получил большую известность в качестве «бородатого варвара». Первоначально такое прозвище употреблялось по отношению к Бодхидхарме в прямом значении за то, что он в отличие от китайских монахов имел бороду. Позднее Бодхидхарму так начали шутливо называть его «любящие ученики».
Не сохранилось достоверных источников о жизни Бодхидхармы. Соответственно, в легендах, создававшихся несколько веков и дошедших до наших времён, переплетены реальность и вымысел, а Бодхидхарма может считаться во многом фольклорным персонажем.
Согласно легендам, Бодхидхарму считают автором учения о «двух путях и четырех методах» просветления. Первый путь («вхождение в принцип» (кит. 入理 — жу ли)) состоит в воззрении о том, что у всех живых существ «изначально чистая природа», однако она омрачена неведением, рассеять которую можно практикой созерцания. Второй путь («вхождение в практику» (кит. 入实 — жу ши)) состоит из четырёх методов: 1) принятие всех страданий без ненависти к причиняющему их; 2) спокойно принимать любые события судьбы как результат причинно-следственных законов; 3) отказаться от стремлений и устранить страсти; 4) соблюдать дхармические законы. Это учение транслирует основополагающие воззрения буддизма махаяны и в учении нет того, что специфично для чань-буддизма. Исследователи считают, что специфика чань-буддизма была привнесена в образ Бодхидхармы позже, по мере развития учения в последующие века, используя образ Бодхидхармы во многих коанах и создав из Бодхидхармы образ идеального чаньского наставника, поэтому Бодхидхарма стал символом учения чань.
В традиции считается, что Бодхидхарма написал известное четырёхстрочное стихотворение, выражающее суть чань-буддизма, однако большая часть исследователей буддизма полагают, что стихотворение было написано значительно позже:
Особая передача вне учения

Не основывается на словах и письменных знаках

Указывая непосредственно на сознание,

Оно позволяет увидеть [собственную] природу и достичь состояния Будды.
Имеются разные сведения о дате смерти Бодхидхармы: 528, 532 или 536 год. Существует легенда о том, что в его могиле или стене монастыря был найден трактат Ицзиньцзин («Канон изменения в мышцах») — многофункциональную систему физического и психического оздоровления, включающую гимнастический комплекс, отдельные медитативно-дыхательные упражнения, суставную гимнастику, методы самоконтроля, поддержание правильного образа жизни, диетологию и методы регулирования сознания. Соответственно, легенда гласит, что трактат был, якобы, оставлен в виде завещания самим Бодхидхармой монахам Шаолиньсы.

## Легенды о Бодхидхарме
О появлении Бодхидхармы в Китае пишет Борхес: «Бодхидхарма перебрался из Индии в Китай и был принят императором, который поощрял буддизм, создавая новые монастыри и святилища. Он сообщил Бодхидхарме об увеличении числа монахов-буддистов. Тот ответил: „Всё принадлежащее миру — иллюзия, монастыри и монахи столь же нереальны, как ты и я“. Затем он повернулся к стене и принялся медитировать. Когда вконец запутавшийся император спросил: „А в чём же тогда суть буддизма?“, Бодхидхарма ответил: „Пустота и никакой сути“».
По одной из легенд Бодхидхарма сидел у дороги, прозорливо видел болезни проходящих людей и часто предлагал им помощь. Однажды он увидел проходящего военачальника, сказал, что тот умрёт через 10 дней и предложил помощь, пообещав спасти. Военачальник сильно разозлился, на что Бодхидхарма ответил, что теперь полководцу осталось жить лишь три дня, но его всё ещё можно спасти. Тогда военачальник разгневался ещё больше, а Бодхидхарма сказал, что жить ему осталось всего день и помочь в этом уже нельзя. Негодующий полководец ушёл и в тот же день умер.
Существует легенда, в которой говорится, что в поисках истины Бодхидхарма провёл, медитируя в пещере, девять лет. Всё это время он посвятил смотрению на голую стену, пока не обрел просветление.
Красивым дополнением к легенде является история появления чая. В один из моментов борьбы со сном медитирующий Бодхидхарма вырвал себе веки и бросил их на склон горы Ча. На этом месте выросло растение — известный всему миру чай. Также считается, что в этом месте вырос тот чай, который называется байхао (кит. 白毫 — «белые ресницы»), от которого произошло русское «байховый». В чань-буддизме важна церемония чаепития. Существует поговорка «Чай и чань имеют один вкус».

## Легенды об уходе Бодхидхармы
Внутри монастыря Суншань Шаолиньсы установлен высеченный из камня барельеф, изображающий Бодхидхарму, уходящего в сторону запада босиком, держа в руках монашескую сандалию.
Это связано с легендой, повествующей о том, что якобы произошло после момента, официально считающегося датой смерти Бодхидхармы: его тело было похоронено, но в это же время из Индии возвращался придворный сановник, посланный императором в Индию для сбора буддистской литературы. На одном из постоялых дворов сановник встретился с пожилым монахом-индийцем, который оказался Бодхидхармой. Расставаясь, Бодхидхарма посоветовал сановнику скрыть факт их встречи, чего сановник не сделал, сообщив императору, что он встречался по дороге ко двору с Бодхидхармой.

Разгневанный император сообщил сановнику, что Бодхидхарма умер задолго до времени встречи, следовательно, либо сановник нагло лжёт, либо он встретил человека, выдавшего себя за Бодхидхарму. Но сановник стоял на своём, и тогда император приказал заточить сановника в тюрьму. При этом император периодически интересовался — все ли ещё сановник упорствует в своих показаниях, на что ему сообщали, что тот твёрдо стоит на своём.
В конце концов впечатлённый император послал людей в Суншань Шаолиньсы, и те вскрыли могилу, где находилась одна-единственная сандалия Бодхидхармы, которая и была доставлена ко двору.

## Дарума
В японской синкретической мифологии Дарума — божество, исполняющее желания. Загадывая желание, на его изображении (бумага, статуэтка из дерева или папье-маше) рисуют один глаз. Если за год желание исполняется, то ему дорисовывают второй глаз. Если желание не исполняется, то его сжигают. Дарума с одним глазом должен быть всегда на виду (рабочее место, полочка дома и т. п.).

## Образ в кино и компьютерных играх
- «Патриарх Дамо» (1994) — гонконгский байопик о Бодхидхарме режиссёра Бренди Юня.
- «Седьмое чувство» (7aum Arivu, 2011) — тамильский научно-фантастический боевик режиссёра АР Муругадоса.
- Emperor: Rise of the Middle Kingdom — один из двенадцати героев в игре.